# Fritz Graf
Fritz Graf (Amriswil, 12 maggio 1944) è un filologo classico svizzero.

## Biografia
Fritz Graf ha svolto il dottorato presso l'Università di Zurigo nel 1971, assieme a Walter Burkert, e ottenuto l'abilitazione nel 1981. Ha insegnato filologia latina presso l'Università di Basilea dal 1987 al 1999, poi a quella di Princeton. Attualmente è professore di greco e latino (Professor of Greek and Latin) e direttore di epigrafia (Director of Epigraphy) presso il Centro per gli studi epigrafici e paleografici (Center for Epigraphical and Palaeographical Studies) dell'Università dell'Ohio a Columbus. È corrispondente dell'Istituto archeologico germanico, ed è stato membro dell'Istituto svizzero di Roma (1973-1974), Fellow della Cornell Society for the Humanities e Guggenheim Fellow.
Graf si è dedicato particolarmente alla ricerca delle religioni del mondo mediterraneo antico, concentrandosi sullo studio delle sette, della mitologia e della magia. Ha pubblicato opere introduttive sulla mitologia greca (Griechische Mythologie, 1985) e sulla magia nell'antichità (Gottesnähe und Schadenzauber. Die Magie in der griechisch-römischen Antike, 1996), entrambe tradotte in diverse lingue. Un altro tema al centro del suo lavoro sono i culti locali e le festività (soprattutto dei culti nordici con Nordionische Kulte, 1985, e in altri saggi) e sulle religioni misteriche (Eleusis und die orphische Dichtung, 1974; Ritual Texts for the Afterlife. Orpheus and the Bacchic Gold Tablets, 2007, in collaborazione con la moglie Sarah Iles Johnston). Inoltre, si è occupato dell'edizione di opere per la storia della ricerca (Karl Meuli; Johann Jakob Bachofen; Jacob Burckhardt) e il mito di Roma (Mythos in mythenloser Gesellschaft, 1993). In Germania è meglio conosciuto come il curatore di Einleitung in die lateinische Philologie (1997, ISBN 3-519-07434-6).